# Corbeau à trois pattes
Le corbeau à trois pattes (chinois simplifié : 三足乌 ; chinois traditionnel : 三足烏 ; pinyin : sān zú wū) est une créature que l'on trouve dans diverses mythologies et dans les arts d'Asie de l'Est. Il est considéré comme habitant et représentant le Soleil.
Il est possible que la légende soit d'origine occidentale car un oiseau à trois pattes, sous différentes formes, figure sur des monnaies antiques de Lycie et de Pamphylie.
Les premières formes de corbeau à trois pattes ont été découvertes à l'intérieur des frontières de la Chine actuelle. Le premier motif d'oiseau-soleil connu provient d'objets totémiques datés de 5000 ans avant notre ère, retrouvés dans la partie inférieure du delta du Fleuve Yangtze. Ce totem d'oiseau-soleil a été observé plus tard dans les cultures de Yangshao et de Longshan. Les Chinois ont plusieurs versions du conte de la corneille ou du corbeau-soleil. Le plus populaire est le mythe de Yangwu ou Jinwu, le « corbeau d'or ».

## En Chine

### Symbolique du corbeau

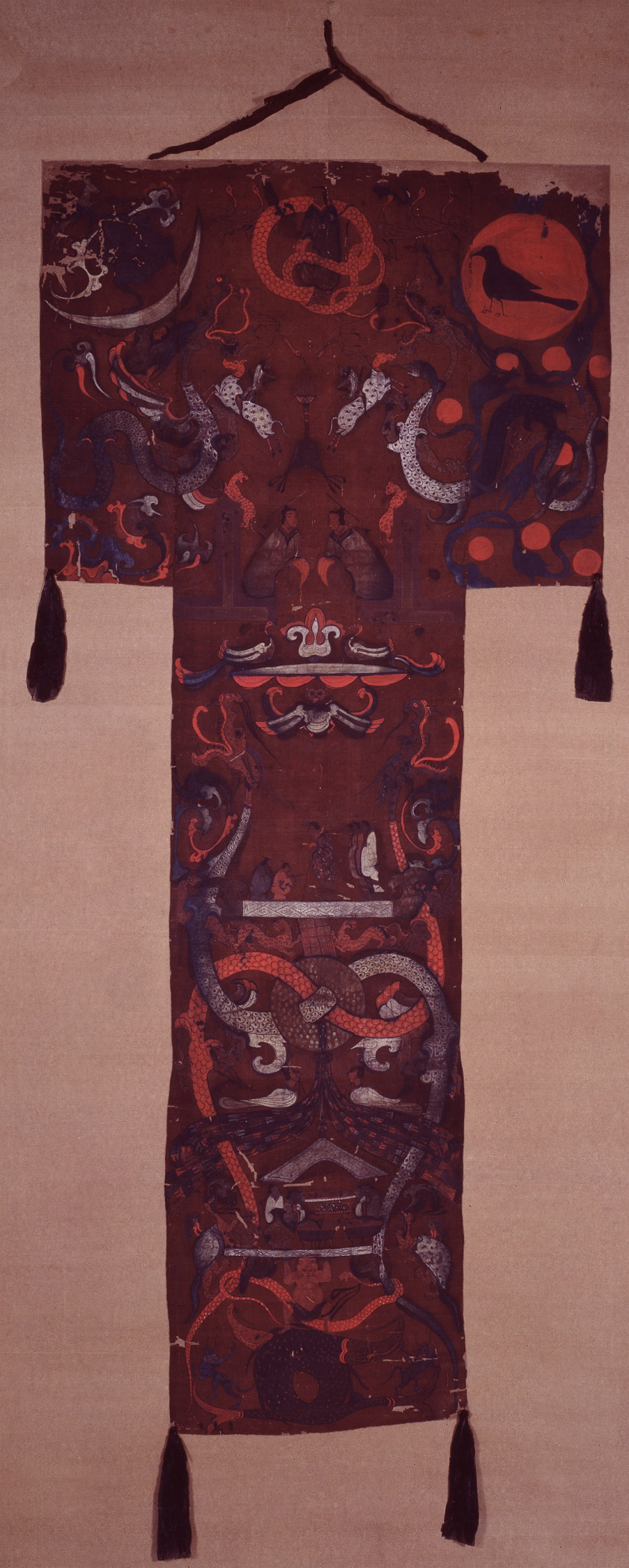
tunique trouvée à Mawangdui, on y voit un corbeau dans le soleil rouge en haut à droite et un dans un croissant de lune à haut à gauche, au milieu des dragons et autres animaux.

On prête des vertus magique au corbeau depuis l'antiquité. Leur bec est un élément essentiel. On disait sous les Zhou (-1027 — -221) qu'ils pouvaient porter des tablettes d'écriture dans leur bec ou qu'ils pouvaient soulever une pie, leur ennemi dans leur bec et le jeter au sol. On y associe également la plante médicinale appelée wuhui (乌喙 / 烏喙, wūhuì, aconit), qui contiennent de l'aconitine, un alcaloïde aux propriétés analgésiques et diaphorétiques mais pouvant déclencher des troubles du rythme cardiaque potentiellement mortels.
Les pattes y ont également des propriétés importantes, une autre plante appelée wuzu (乌足 / 烏足, wūzú), dont Zhuangzi (-369 — -286) et Liezi (-450 — -375) affirmaient que les racines avaient la propriété de se changer en larves et les feuilles de se métamorphoser en papillons (probablement le plantain). Ces pattes y sont alors décrites comme rouges, couleurs de feu. On attribuait cette couleur rouge aux oiseaux capables de protéger du feu dans la Chine féodale. Elles sont habituellement au nombre de deux, mais à partir des Hans antérieurs (-205 à 9) apparaissent les premiers corbeaux à trois pattes. C'est le poète Sima Xiangru (-179 à -117) qui le décrit le premier comme messager de la Reine Mère d'Occident, Xiwangmu. Il prend alors l'office de messager des dieux et porteur de nourriture. Ce trait mythologique se rencontre également chez les Hébreux (corbeaux apportant à manger à Élie dans la Torah) et les Scandinaves (corbeaux serviteurs d'Odin), mais pas des Chinois de l'Antiquité. Il est également décrit chez les Annamites ou les Shoshones du Nevada (États-Unis), ainsi que chez les Algonquins (Québec et Ontario, Canada).
Enfin, les plumes servaient à confectionner l’empannage des flèches. Leur couleur noire est synonymes du noir le plus profond en chinois (comme, dans le wumu 乌木, ébène). Le corbeau est donné dans le Shijing, un ancien recueil de poèmes antiques, comme ayant la couleur de l'eau du métal et de la mort sans en donner la cause. Ces trois éléments sont également unis au Nord dans la symbolique chinoise. Ont dit parfois qu'ils étaient blanc à l'origine ou pendant les Hans de corbeau à tête blanche. On parle aussi de l'apparition par milliers de corbeaux de couleur blanche en -78 au sud du mont Laiwu (Shandong), ou encore une bataille de corbeaux blancs contre des corbeaux noirs.
Le Shijing, rapporte enfin qu'un oiseau noir descend sur mandat du ciel pour donner naissance à la race des Shang (dynastie historique chinoise). L'oiseau pond un œuf et le laisse tomber, Jiandi (简狄), avale l'œuf, se retrouve enceinte et donne naissance à Xie (契), fondateur de la dynastie.

### Le corbeau à trois pattes en Chine
Dans la culture et la mythologie chinoises, la corneille ou le corbeau à trois-pattes sont appelés sanzuwu (三足乌 / 三足烏, sān zú wū, cantonais Jyutping : sam¹zuk¹wu¹; Shanghaïen: sae tsoh u (lit. trois pattes de corbeau) et est présent dans de nombreux mythes. Il est également mentionné dans le Shanhaijing. La plus ancienne représentation d'un corbeau à trois pattes apparaît dans des poteries du Néolithique de la Culture de Yangshao. Une peinture sur soie des Han de l'Ouest retrouvée sur le site archéologique de Mawangdui représente également un sanzuwu perché sur un arbre.

### Corbeau-soleil dans la mythologie chinoise

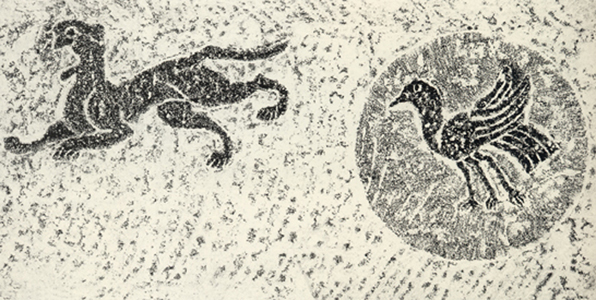
Peinture murale de la dynastie Han dans le Henan, représentant un corbeau à trois pattes.

Le mythe le plus populaire du sanzuwu est celui d'un corbeau-soleil appelé le Yangwu (阳乌 / 陽烏, yángwū) ou plus communément appelé le Jīnwū (金乌 / 金烏, jīnwū) ou « corbeau d'or ». Même s'il est décrit comme une corneille ou un corbeau, il est généralement de couleur rouge au lieu de noir
Selon le folklore, il y avait dix corbeaux-soleil qui s'établirent sur 10 soleils séparés. Ils étaient perchés sur un mûrier rouge appelé le Fusang (chinois : 扶桑 ; pinyin : fúsāng), signifiant littéralement « le mûrier penchant », à l'Est, au pied de la Vallée du Soleil. Ce mûrier aurait eu beaucoup de bouches ouvertes sur ses branches. Chaque jour, le corbeau-soleil serait parti pour un voyage autour du monde sur un chariot, conduit par Xihe la « mère » des soleils. Dès qu'un corbeau-soleil revient, un autre commence son voyage en traversant le ciel. Selon Shanhaijing, le corbeau-soleil aime manger deux sortes d'herbes mythiques conférant l'immortalité, l'une appelée le Diri (地日, dìrì), ou « terre de soleil », et l'autre la Chunsheng (春生, chūnshēng), ou « printemps grandissant ». Les corbeaux-soleil peuvent souvent descendre du ciel vers la terre pour festoyer de ces graminées, mais Xihe réprouve cela et leur couvre les yeux pour les empêcher de le faire. Le Folklore rapporte que, vers 2170 av. J.-C., les dix corbeaux-soleil sont sortis le même jour, causant de graves incendies dans le monde ; Houyi l'archer céleste a sauvé la journée en abattant tous les corbeaux-soleil, sauf un. 

### Autres créatures tripèdes de la mythologie chinoise
Dans la mythologie chinoise, d'autres créatures à trois pattes sont mentionnées, dont le yu 魊, « tortue à trois pattes qui cause la malaria ». Les trois-pattes du corbeau symbolisant le soleil ont un homologue yin yang dans le chánchú 蟾蜍, crapaud à trois pattes, symbole de la lune (avec le lapin de la lune)
Le Fènghuáng est souvent dépeint comme ayant deux pattes, mais certaines représentations lui en attribuent trois. Xi Wangmu (la Reine Mère de l'Ouest) est également dit avoir possédé trois Qingniao (chinois : 青鳥 ; pinyin : qīngniǎo) qui ramènent de la nourriture pour elle. Durant la période Han, ils ont été dépeints comme ayant trois pattes,. Dans le tombeau de Yongtai datant de la Dynastie Tang, époque où le culte de Xi Wangu se répand, les oiseaux sont également présentés comme ayant trois pattes.

## Corée

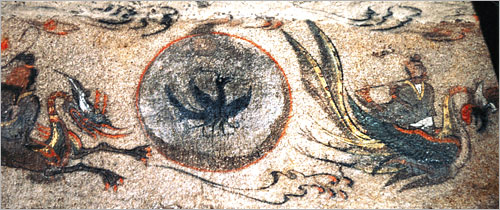
Peinture murale coréenne

Dans la mythologie coréenne, cette créature est nommée Samjok-o (hangul : 삼족오 ; hanja : 三足烏). Au cours de la période du royaume de Goguryo, le Samjok-o a été considéré comme un symbole du soleil. Le peuple de l'époque pensait qu'un corbeau à trois pattes a vécu dans le soleil pendant une tortue a vécu dans la lune. Samjok-o a été considérée comme un symbole de la puissance, supérieure à la fois au dragon et au bonghwang coréens.
Dans la Corée moderne, Samjok-o est toujours mentionné notamment dans des drames comme ceux de Jumong. Le corbeau à trois pattes était l'un des emblèmes à l'étude pour remplacer la bonghwang sur le sceau de l’État de Corée lors de sa révision en 2008. Le Samjok-o apparaît également dans l'emblème actuel de Jeonbuk Hyundai Motors FC. Il y a quelques entreprises coréennes qui utilisent Samjok-o comme logo d'entreprise.

## Japon

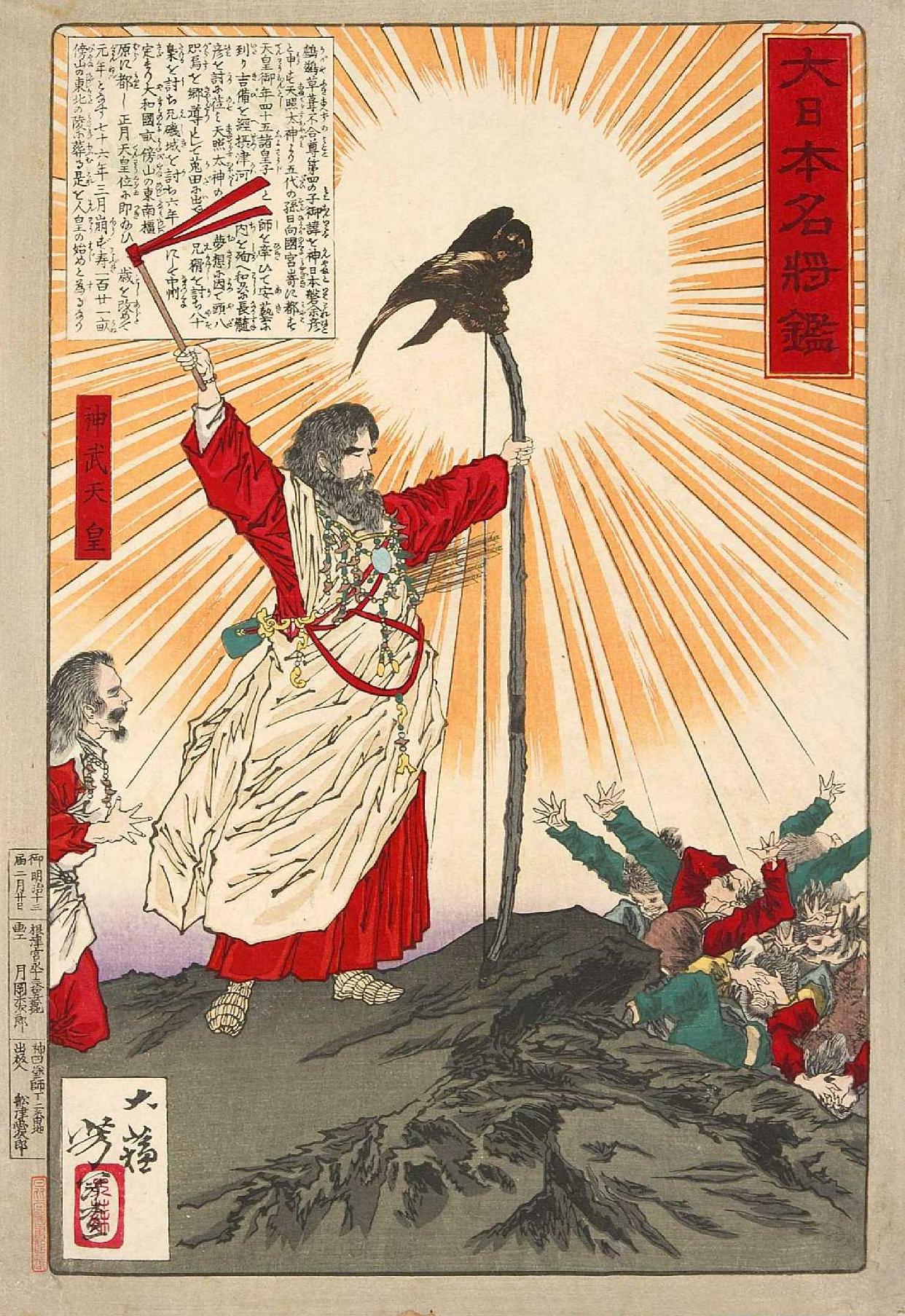
Yatagarasu guide l'Empereur Jimmu vers la plaine du Yamato.

Dans la mythologie japonaise, cette créature volante est un corbeau ou une corneille appelée Yatagarasu (八咫烏, "eight-span crow")[pas clair]. L'apparition de ce grand oiseau est interprétée comme une preuve de la volonté du Ciel ou de l'intervention divine dans les affaires humaines.
Yatagarasu comme corbeau-dieu est un symbole spécifiquement de l'orientation. Ce grand corbeau a été envoyé du ciel comme guide pour l'Empereur Jimmu lors de son premier voyage à partir de la région qui allait devenir le Kumano, jusqu'à ce qui allait devenir le Yamato. Il est généralement admis que Yatagarasu est une incarnation de Taketsunimi no Mikoto, mais aucun des documents survivants n'est tout à fait spécifique
La fédération japonaise de football et par la suite ses administrés comme l'équipe nationale de football du Japon, utilisent le symbole de Yatagarasu dans leurs emblèmes et insignes, respectivement. Le vainqueur de la coupe de football du Japon a également l'honneur de porter l'emblème du Yatagarasu pour la saison suivante.

### Sources
- Richard Arthur Brabazon Ponsonby-Fane, Studies in Shintō and Shrines : Papers Selected from the Works of the Late R.A.B. Ponsonby-Fane, LL. D., vol. 1, Kyoto, Ponsonby Memorial Society, 1954 (OCLC 374884, lire en ligne)
- Richard Arthur Brabazon Ponsonby-Fane, The Vicissitudes of Shinto, vol. 5, Kyoto, Ponsonby Memorial Society, 1963 (OCLC 36655, lire en ligne)
- Rémi Mathieu, « Le corbeau dans la mythologie de l’ancienne Chine », Revue de l'histoire des religions, t. 201, no 3,‎ 1984, p. 281-309 (DOI 10.3406/rhr.1984.4312, lire en ligne)